# Bill Kaulitz
Bill Kaulitz (sinh ngày 1 tháng 9 năm 1989) là một ca sĩ, nhạc sĩ, người mẫu, thiết kế và là diễn viên lồng tiếng người Đức.